# José Feliciano Ama
José Feliciano Ama, född 1881 i Izalco, departimentet Sonsonate, El Salvador, död 28 januari 1932, var en salvadoransk fackföreningsledare.